# Ladislaus Löwenthal
Ladislaus Löwenthal (* 11. Dezember 1879 in Pilsen; † 1942 in Izbica) war ein österreichischer Geiger und Kapellmeister. Im Kaiserreich und in der Weimarer Republik zählten seine Ensembles zu den besten Tanz- und Unterhaltungsorchestern Deutschlands.

Grammophonplatte der Kapelle Löwenthal (Haus Vaterland), Berlin 1930

## Von Pilsen über Wien nach Berlin
Ladislaus Löwenthal entstammt einer jüdischen Familie und wird am 11. Dezember 1879 in Pilsen (Böhmen) geboren. Nach kurzen Aufenthalten in Wien ist er ab 1908 im Berliner Adressbuch mit der Berufsbezeichnung „Kapellmeister“ zu finden. In den Folgejahren variiert, je nach Spracheinfluss, die Schreibung seines Vornamens (Ladislaus, Laczi bzw. Ladislaw).
Als Stehgeiger leitet Löwenthal ein elfköpfiges Salonorchester (Violinen, Violoncello, Kontrabass, Klarinette, Querflöte, Schlagwerk und Klavier).

## Musikalische Erfolge

Ladislaus Löwenthal (stehend, 7. v. links) mit seiner Kapelle in „Zelt 4“, Berlin 1912

Ansichtskarten, Fotos und das Tagebuch seines Pianisten, Pieter Herfst, belegen, dass die Kapelle Löwenthal von 1909 bis 1912 in bekannten Berliner Konzertcafés (u. a. „Equitable“, „Frankonia“, „Astoria“) auftritt, in der Sommersaison aber In den Zelten (heute: John-Foster-Dulles-Allee) Quartier bezieht und im „Zelt 4“ Freiluftkonzerte gibt. Besondere Höhepunkte sind die Mitwirkung seines Ensembles bei der Eröffnung des „Palais de Danse“ (1910) oder das nachfolgende Engagement im benachbarten „Pavillon Mascotte“ (1911).
In den unruhigen Zeiten nach dem Ende des Ersten Weltkriegs wechselt Löwenthal wieder für kürzere Zeit nach Wien. Nach Berlin zurückgekehrt, entstehen 1920 Schallplattenaufnahmen mit Salonmusik, Tanz- und Revuetiteln. In der Zeitschrift „Artist“ wird Löwenthal zeitgleich als einer der großen Kapellmeister Berlins gerühmt.
Ab 1928 wird Löwenthal für das „Haus Vaterland“ am Potsdamer Platz verpflichtet. 1929 bis 1930 entstehen weitere Plattenaufnahmen der „Kapelle Löwenthal (Haus Vaterland)“ mit Salonmusik und Trinkliedern.

## Tod durch den Holocaust
Im Jahr 1933 steht Löwenthal zwar noch im Berliner Adressbuch, doch die nationalsozialistische Kulturpolitik zwingt ihn zur Flucht. Am 8. Februar 1942 findet sich sein Name auf der Liste eines Transports von Prag in das Ghetto Theresienstadt. Einen Monat später, am 11. März 1942, verlegt man Löwenthal von Theresienstadt ins Ghetto Izbica (bei Lublin). Nach den Informationen der Jerusalemer Gedenkstätte Yad Vashem wurde Ladislaus Löwenthal ein Opfer des Holocaust.
Löwenthals Arrangement der „Pizzicato-Polka“ von Johann Strauss steht noch heute auf der „Playlist“ der Radiosender.

## Tondokumente
(Beispiele)
a) akustische
An der schönen blauen Donau. Walzer von Johann Strauss. Streich-Orchester Löwenthal Berlin, Equitable-Palast. Homokord No. 15185
Donauwellen. Walzer von J. Ivanovici. Streich-Orchester Löwenthal Berlin, Equitable-Palast. Homokord No. 15186
Maxixe Brésilienne (Salabert) Streich-Orchester Löwenthal Berlin, Equitable-Palast. Homokord 15 187 (A 31.12.13).
Hochzeitstanz / El baile de bodas / Danca nupcial. Two-Step von L.A. Hirsch. Streichorchester Löwenthal Berlin, Equitable Palast. Homokord No. 15188, aufgen. Ende 1913.
b) elektrische
5-Uhr-Tee im Puppenhaus. Characterstück (Willy Rosen) Arrangiert von Hartwig von Platen.
Kapelle Löwenthal (Haus Vaterland)
Electrola E.G. 1879 / 60-981 (mx.         ? ), aufgen. 1928
Paragraph 11. Lustiges Trinklieder-Potpourri (Max Rhode), 1. Teil.
Kapelle Löwenthal (Haus Vaterland) mit Männerquartett, aufgen. im Beethoven-Saal zu Berlin.
Electrola E.H. 503 / 62-698 (mx.        ? ), aufgen. 1928
in Amerika veröffentlicht 1940:
Lustige Trinklieder. Potpourri (Max Rhode) 1. Teil. Kapelle Löwenthal (Haus Vaterland) mit Männerquartett.
RCA Victor 25-4084 A (mx. CLR 5901-1R), aufgen. 19. Dez. 1928
Lustige Trinklieder. Potpourri (Max Rhode) 2. Teil. Kapelle Löwenthal (Haus Vaterland) mit Männerquartett.
RCA Victor 25-4084 B (mx. CLR 5902-1R), aufgen. 27. Febr. 1929